# Fritz Jöde

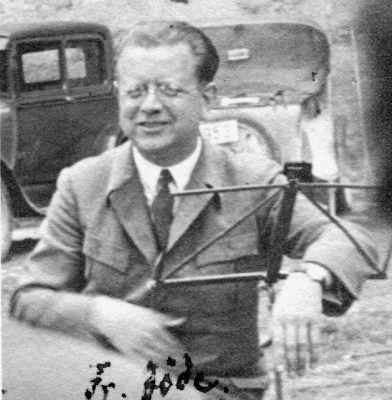
Fritz Jöde in 1932.

Fritz Jöde (Hamburg, 2 augustus 1887 – aldaar 19 oktober 1970) was een Duitse muziekpedagoog en een van de spilfiguren van de Duitse Jeugdmuziekbeweging.

## Levensloop
Fritz Jöde was de zoon van een meester-schoenmaker. Na het afronden van zijn studie werkte Jöde als pedagoog in Hamburg. Hij sloot zich in 1916 aan bij de Duitse Jeugdbeweging. Muzikaal was hij een autodidact. Door zijn bekwaamheid op het gebied van volksmuziek werd hij vrijgesteld van zijn dienstverband op school, zodat hij muziekwetenschappen kon gaan studeren. In de jaren 1920-1921 studeerde hij in Leipzig, met name bij Hermann Abert.
Daarna werd Jöde in 1923 docent aan de Staatliche Akademie für Kirchen- und Schulmusik (kerk- en schoolmuziek) in Berlijn. In datzelfde jaar richtte hij daar een muziekschool voor jongeren op. In 1926 zette Jöde zogenaamde Offene Singstunden (vrij toegankelijke zanguren) op. Vanaf 1930 werd hij hoofd de afdeling Volks- en jeugdmuziek aan de rijksacademie. Na de machtsgreep door de nationaalsocialisten in 1933 werd Jöde "tot nader order" met verlof gestuurd.
Na een tuchtprocedure in oktober 1936 werd Fritz Jöde met ingang van 26 februari 1937 ontheven van al zijn functies. Ook werden sommige van zijn geschriften verboden. In 1937 werd hij echter hoofd van de jeugdradio in München en in 1938 hoofd van een Hitlerjugend-groep. Van 1939 tot 1945 werkte hij als leraar aan de Mozarteum Hogeschool in Salzburg.
Zijn houding ten opzichte van het nationaalsocialisme is omstreden. Hij zag zichzelf als apolitiek en werd vanwege politiek linkse contacten door de nazi's vijandelijk bejegend. Hij trad echter op 1 januari 1940 toe tot de NSDAP om zijn aanstelling in Salzburg veilig te stellen (hij zegde het lidmaatschap weer op in 1943). Ook was hij lid van de Reichskulturkammer.
Van 1940 tot 1944 was hij redacteur van het Zeitschrift für Spielmusik. Vanaf 1941 woonde Jöde in Bad Reichenhall en in 1945 leidde hij het plaatselijke protestantse kerkkoor. Van 1947 tot 1952 was hij hoofd van het bureau voor Jeugd- en Schoolmuziek in Hamburg en van 1951 tot 1953 gaf hij muziekpedagogiek aan de Musikhochschule in diezelfde stad. Daarna ging hij naar Trossingen, waar hij hoofd werd van het Internationale Institut für Jugend- und Volksmusik.
In 1957 ontving hij de Orde van Verdienste van de Bondsrepubliek Duitsland. Fritz Jöde overleed op 19 oktober 1970 in Hamburg, in de leeftijd van 83 jaar. Hij werd begraven op de begraafplaats van Nienstedten.

## Muziekpedagogische uitgangspunten
Jödes pedagogische uitgangspunten kwamen voort uit de Duitse Jeugdmuziekbeweging. Zijn doel was om 'een zingende jeugd' en 'een zingend volk' te verwezenlijken.
Ook buiten school moest een kind in de schoolleeftijd muzikaal worden geleid. Open zanglessen op markten en pleinen in grote steden moesten popmuziek, schlagerliederen en jazz tegengaan. Ook verzette hij zich hiermee tegen de 'burgerlijke hypocrisie wat betreft de kunst' in opera- en concertzalen.
Jödes hoofdbeginsel luidde: "Zelf muziek maken is beter dan naar muziek luisteren." Het ging hem dus om het in beweging krijgen van de jeugd, om hen aan te zetten om zelf muziek te maken en zelf te zingen.

## Uitgaven

### Liedboeken en -verzamelingen
- Ringel-Rangel-Rosen (1913)
- 1813 Im Liede. Eine Sammlung von Volks- und volkstümlichen Liedern aus der Zeit der Befreiungskriege (1913)
- Der kleine Rosengarten. Liedkompositionen zu Gedichten von Hermann Löns (1917, herdruk 1950)
- Der Musikant (1923)
- Der Kanon (3 dln., 1925–26)
- Das Chorbuch (1925)
- Die Singstunde, liedbladen (1929)
- Frau Musica. Ein Singbuch fürs Haus (1929)
- Der Pott (1936)
- Alte Madrigale und andere A-cappella-Gesänge für gemischten Chor aus dem 16. und dem Anfang des 17. Jahrhunderts (1948)

### Muziektheoretische geschriften
- Musik und Erziehung. Ein pädagogischer Versuch und eine Reihe Lebensbilder aus der Schule (1919)
- Die Lebensfrage der neuen Schule (1921)
- Musikschulen für Jugend und Volk. Ein Gebot der Stunde (1924)
- Die Kunst Bachs (1926)
- Handbücher für Musikerziehung (1927–1932). Hiervan:
  - deel 3: Elementarlehre der Musik gegeben als Anweisung im Notensingen
  - deel 5: Das schaffende Kind in der Musik. Eine Anweisung für Lehrer und Freunde der Jugend
- Kind und Musik. Eine Einführung (1930)